# Aulacorhynchus griseigularis
Aulacorhynchus griseigularis és una espècie d'ocell de la família dels ramfàstids (Ramphastidae) que habita els boscos dels vessants dels Andes, a Colòmbia.

## Taxonomia
Antany considerat coespecífic d'Aulacorhynchus prasinus va ser deslligat d'aquesta espècie arran els treballs de Puebla-Olivares et al. 2008. Més tard ha estat inclòs dins Aulacorhynchus albivitta com una subespècie